# José Eusebio Domínguez Suárez
Cor. José Eusebio Domínguez Suárez fue un militar mexicano que participó en la Revolución mexicana. Nació en Montecristo, Tabasco (hoy ciudad de Emiliano Zapata). Fue primo hermano de José María Pino Suárez. Después del cuartelazo de Victoriano Huerta se incorporó a las fuerzas rebeldes de su hermano Luis Felipe que operaban en la región de los ríos, Tabasco. Fue el segundo jefe de la Brigada Usumacinta en donde alcanzó el grado de coronel. 
Murió en la heroica defensa de la ciudad de Balancán, Tabasco, durante el sangriento ataque de las tropas huertístas, el 18 de agosto de 1914.
En su honor, la ciudad de Balancán de Domínguez en el estado de Tabasco, lleva su nombre, el cual también se encuentra escrito en el Muro de Honor del Estado de Tabasco, ubicado en la ciudad de Villahermosa. 